# Grewia orbifolia
Grewia orbifolia är en malvaväxtart som beskrevs av Ferdinand von Mueller och George Bentham. Grewia orbifolia ingår i släktet Grewia och familjen malvaväxter. Inga underarter finns listade i Catalogue of Life.